# Кенан Озер
Кенан Озер (тур. Kenan Özer; нар. 16 січня 1987, Нікосія, Північний Кіпр (Кіпр)) — турецький та північнокіпріотський футболіст, вінґер та атакувальний півзахисник турецького клубу «Малатьяспор».

## Клубна кар'єра
Народився в родині турків-кіпріотів у Нікосії, де й розпочав займатися футболом. У 2003 році, у віці шістнадцяти років, приєднався до молодіжної команди «Османієспора». Всього через рік переїхав звідси до молодіжної команди стамбульського «Бешикташа». У 2006 році його помітив тренер професійнальної команди Жан Тігана, який запропонував йому професіональний контракт. Дебютував на професіональному рівні 2 лютого 2006 року у матчі національного чемпіонату проти «Чайкур Різеспор».
З весни 2007 року виступав в оренді за клуби «Каршияка», «Істанбулспор», «Кайсері Ерджіясспор» та «Чайкур Різеспор».
У 2010 році вільним агентом перейшов до «Антальяспора». 24 квітня 2011 року забив свій єдиний м'яч на найвищому рівні, відкривши рахунок за «Антальяспор» у виїзному поєдинку проти «Газіантепспору». Протягом півроку залишався гравцем резерву, у другій половині сезону 2011/12 років перейшов до перголігового клубу «Болуспор».
Наприкінці сезону Озер залишив «Болуспор» і перейшов до новачка Суперліги, «Акхісар Беледієспор».
Під час зимового трансферного вікна 2014/15 перейшов до суперника «Коньяспор». У січні 2016 року, після року в Коньяспорі, перейшов упершоліговий клуб «Адана Демірспор».
Влітку 2015 року перейшов до «Анкарагюджю». Допоміг команді виграти Другу лігу та підвищитися в класі до Першої ліги.
Озер, який народився в турецькій частині Нікосії, відомої як Лефкоша, також пограв за місцевий клуб «Думлупінар» у 2016—2017 роках.

## Кар'єра в збірній
У 2006 році декілька разів викликався до юнацької збірної Туреччини (U-19), у футболці якої провів п'ять матчів.

## Досягнення
«Анкарагюджю»
- Друга ліга Туреччини
  -  Чемпіон (1): 2016/17

- Перша ліга Туреччини
  -  Срібний призер (1): 2017/18